# Eliška Svobodová
Eliška Svobodová (19. října 1912 – ???) byla česká a československá politička Komunistické strany Československa a poúnorová poslankyně Národního shromáždění ČSR.

## Biografie
K roku 1954 se profesně uvádí jako členka předsednictva ÚRO, členka Výboru československých žen a dělnice v podniku PAL Kbely.
Ve volbách roku 1954 byla zvolena za KSČ do Národního shromáždění ve volebním obvodu Praha-venkov. V Národním shromáždění zasedala až do konce jeho funkčního období, tedy do voleb v roce 1960.